# Ängsgrynsnäcka
Ängsgrynsnäcka (Vertigo pygmaea) är en snäckart som först beskrevs av Draparnaud 1801. Enligt Catalogue of Life ingår Ängsgrynsnäcka i släktet Vertigo och familjen puppsnäckor, men enligt Dyntaxa är tillhörigheten istället släktet Vertigo och familjen grynsnäckor. Enligt den finländska rödlistan är arten nära hotad i Finland. Arten är reproducerande i Sverige. Artens livsmiljö är torra gräsmarker. Inga underarter finns listade i Catalogue of Life.

## Bildgalleri

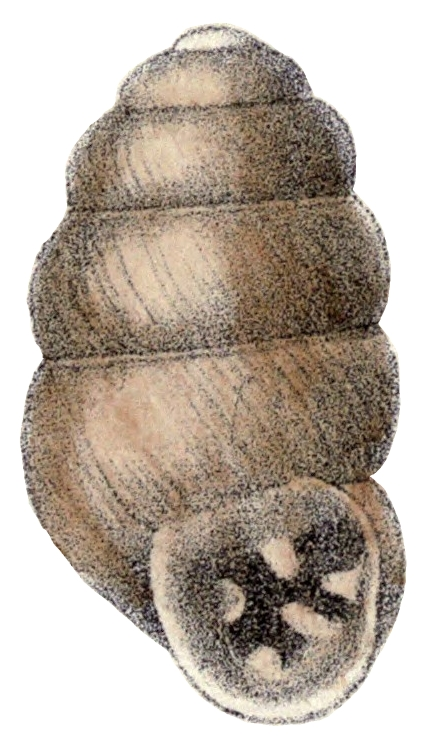